# Labéon
Pour les articles homonymes, voir Antistius.
Marcus Antistius Labeo est un juriste romain qui vécut environ de 50 av. J.-C. à 20 ap. J.-C.
Antistius a dirigé une école de droit. Il a écrit près de 400 ouvrages, en grande partie perdus, sur des questions juridiques (loi des Douze Tables, édit prétorien) mais aussi historiques, philosophiques, rhétoriques, linguistiques.
Il était fils de l'homme politique Pacuvius Antistius Labeo, qui se suicida après la défaite de son parti à la bataille de Philippes. Membre de la noblesse plébéienne et jouissant d'une situation aisée, le jeune Labéon entra tôt dans la vie publique et ne tarda pas à devenir préteur ; mais son antipathie non déguisée envers le nouveau régime et la manière assez brusque dont, à l'occasion, il exprimait au sénat romain ses sympathies républicaines furent un obstacle à son avancement et son rival, Ateius Capiton, qui avait donné une adhésion sans réserve au pouvoir en place, fut promu par Auguste au consulat, alors que cette nomination aurait dû échoir à Labéon ; ulcéré par cette injustice, Labéon refusa la fonction quand elle lui fut offerte une autre année.
À partir de cette époque, il semble avoir consacré tout son temps à la jurisprudence. Sa formation dans cette science lui venait principalement de Trebatius Testa. À sa connaissance de la loi, il ajoutait une vaste culture générale, s'intéressant spécialement à la dialectique, à la philologie (grammaire) et aux antiquités comme à des auxiliaires précieux dans l'exposition, le développement et l'application de la doctrine légale. Jusqu'à l'époque d'Hadrien, c'est sans doute son nom qui eut le plus d'autorité et plusieurs de ses ouvrages furent mis en abrégé et annotés par des mains ultérieures.
Alors que c'est à peine si Capito fut cité une fois, les dicta de Labéon reviennent constamment dans les écrits des juristes classiques, tels que Gaius, Ulpien et Paul ; un nombre non négligeable de ces dicta furent jugés dignes d'être conservés dans le Digeste de Justinien. Labéon passe pour avoir été le fondateur de l'école proculienne, alors qu'on attribue à Capito la fondation de l'école rivale dite sabinienne ; mais il est probable que les véritables fondateurs de ces deux écoles aient été Proculus et Sabinus, partisans respectivement des méthodes de Labéon et de Capito.
Le plus important ouvrage littéraire de Labéon est constitué par les Libri posteriores, ainsi nommés parce qu'ils ne furent publiés qu'après sa mort. Ces livres contiennent un exposé systématique du droit civil. Ses Libri ad Edictum comportaient un commentaire, non seulement sur les édits des préteurs urbains et pérégrins, mais aussi sur ceux des édiles curules. Ses huit livres de Probabilia, recueil de définitions et de propositions légales axiomatiques, semblent avoir été une de ses productions les plus caractéristiques.